# José María Capitán
José María Fernández Capitán (Sevilla, 20 de enero de 1969) es un empresario español y fundador de Grupo Restalia, grupo español de restauración formado por cinco enseñas; 100 Montaditos, Cervecería La Sureña, The Good Burger, Panther y Pepe Taco.
En junio de 2022 sesenta y dos franquiciados presentaron denuncias por presunta estafa, organización criminal, coacciones y delitos informáticos contra José María Fernández Capitán, contra el Grupo Restalia y también contra 24 responsables de empresas del grupo y contra 29 sociedades vinculadas al grupo, entre las que se encuentran marcas como 100 Montaditos, La Sureña o The Good Burger.

## Biografía
José María Capitán nació en Sevilla el 20 de enero de 1969 en el seno de una familia humilde, comenzando su trabajo como aprendiz en el Pizza Queen, llegando a comprar parte de la franquicia e iniciando su carrera profesional, que le ha llevado a estar al frente del grupo Restalia. 

### Los inicios (1989-1999)
A los 19 años consigue su primer empleo como aprendiz en un local de la cadena Pizza Queen. Está un año en este puesto, llegando a dirigir doce de las franquicias que tenía Pizza Queen en Andalucía. Cuando Pizza Queen desapareció, queda al cargo de las franquicias de Sevilla, Cádiz y Jerez de la Frontera, actuando de forma independientes. Tiempo después, compra el 50% del negocio, adquiriendo una deuda de 15 millones de pesetas.

### Segunda etapa profesional: el primer local (1999-2000)
En 1999, José María adquirió su primer local propio en ese año en el centro comercial Islantilla (Huelva), continuando con la franquicia Pizza Queen. Tras facturar 16 millones de pesetas ese verano, decidió adquirir otros locales en ese mismo centro comercial. En uno de ellos, de 19 m² y situado frente a los cines, abrió el primer 100 Montaditos de la historia, basándose en el concepto de los negocios “Todo a 100” de la época y llevando la idea de “monoprecio” a la restauración.

### Tercera etapa profesional: la franquicia (2000-2004)
El buen funcionamiento de este local durante la Semana Santa del año 2000 sería el punto y partida del negocio 100 Montaditos, impulsando así la apertura, meses después, de la primera franquicia en Sevilla, a la que le siguieron nuevas aperturas en diferentes lugares del país. En 2003 dio el gran salto a Madrid con la apertura de 25 tiendas en los principales centros comerciales y lugares clave de la ciudad.

### Cuarta etapa profesional: Neorestauración y nuevas marcas (2004-2010)
En 2004, José María creó la marca Restalia, bajo el lema “grupo de Neorestauración”. En ese mismo año abrió la sede corporativa del grupo en Madrid con siete empleados. Durante la crisis económica de 2008, José María creó el concepto de Euromanía. En el año 2010 creó la segunda enseña del grupo, Cervecería La Sureña.

### Quinta etapa profesional: internacionalización (2011-2013)
Durante el año 2011, el grupo comenzó con su andadura internacional, teniendo una importante presencia en Italia y Portugal. En 2012, inició la expansión en América Latina abriendo locales en México, Chile, Guatemala y República Dominicana. El grupo llegó a abrir 85 tiendas en todo el continente americano. El grupo también abrió locales en diferentes puntos de EE. UU., pero la aventura americana terminó en concurso de acreedores con un Chapter 11.

### Sexta etapa profesional: Restalia Holding
En 2013, José María creó la tercera enseña del grupo, TGB (The Good Burger), con el objetivo de entrar en el sector de las hamburguesas. Ese año el grupo contaba con 300 tiendas de 100 Montaditos y 15 de La Sureña En 2019, Grupo Restalia lanzó otras tres marcas, Panther, Pepe Taco y DPM con el objetivo de abarcar tres nuevos ámbitos de restauración.
En 2020, José María anunció un paquete de medidas extraordinarias para dar apoyo a sus franquiciados ante la situación de crisis generada por la Covid-19. Al mismo tiempo, puso en marcha el programa Autoempléate, con el objetivo de activar el emprendimiento en el sector de la restauración.
En el año 2021 nació Restalia Holding, que engloba las divisiones de Restalia Brands, Restalia Delivery, Restalia Retail y Restalia Franchise Consulting. Actualmente, el grupo cuenta con más de 700 locales en 13 países.

### Séptima etapa profesional: Proyecto Capitales y una de las Big Four
La compañía está inmersa en su Proyecto Capitales que anunciaron en 2023y cuya primera apertura se ha producido en Ámsterdan. Tras ella, llegará en turno de Praga y Varsovia. A nivel internacional, esperan alcanzar las 200 unidades de negocio en 2026.
La compañía ha vivido en 2023 la victoria judicial contra un grupo de exfranquicados que denunciaron a la compañía por supuesta estafa y sobre la que el juez archivó la causa al considerar que no tenían ninguna clase de fundamento.
Forbes ha catalogado a Restalia como una de las Big Four de restauración organizadaal ser "el único grupo íntegramente español con capital 100% propio que ha logrado resistir a los tentáculos de los fondos de inversión".

## Reconocimientos y premios
José María Capitán se sitúa como el referente español en el mundo de las franquicias de restauración con más de 700 tiendas franquiciadas en 13 países.
- En el año 2021 es reconocido con el premio ABC a la Trayectoria Empresarial.[19]
- El instituto Coordenadas agrega a José María Capitán, fundador del grupo Restalia, al  club de los empresarios más influyentes de España.[20]
- José María Capitán es uno de los Andaluces más influyentes en España según Merca2.[21]
- Los andaluces Capitán (Restalia) y Martínez (Cosentino), entre los empresarios más influyentes e innovadores.[22]
- En 2022 recibe en su ciudad natal la Medalla Ciudad de Sevilla 2022[23]